# Mistrzostwa Polski w Łyżwiarstwie Szybkim na Dystansach 2007
21. Mistrzostwa Polski w Łyżwiarstwie Szybkim na Dystansach 2007 odbyły się w dniach 15-17 grudnia 2006 roku na torze Stegny w Warszawie.
Na dystansie 500 metrów rozgrywane są dwa biegi i suma czasów z obu biegów decyduje o kolejności zawodników.

## Kobiety
| Konkurencja:     | 1. miejsce                                                       | Rezultat | 2. miejsce                                                            | Rezultat | 3. miejsce                                                                   | Rezultat |
| 500 m            | Katarzyna Wójcicka AZS Zakopane                                  | 83,04    | Karolina Ksyt Pilica Tomaszów Mazowiecki                              | 86,50    | Luiza Złotkowska AZS Zakopane                                                | 86,51    |
| 1000 m           | Luiza Złotkowska AZS Zakopane                                    | 1:25,87  | Karolina Ksyt Pilica Tomaszów Mazowiecki                              | 1:26,46  | Natalia Czerwonka MKS Cuprum Lubin                                           | 1:28,06  |
| 1500 m           | Katarzyna Wójcicka AZS Zakopane                                  | 2:04,25  | Luiza Złotkowska AZS Zakopane                                         | 2:09,20  | Karolina Ksyt Pilica Tomaszów Mazowiecki                                     | 2:12,25  |
| 3000 m           | Katarzyna Wójcicka AZS Zakopane                                  | 4:28,55  | Luiza Złotkowska AZS Zakopane                                         | 4:28,53  | Karolina Ksyt Pilica Tomaszów Mazowiecki                                     | 4:46,77  |
| 5000 m           | Luiza Złotkowska AZS Zakopane                                    | 8:10,95  | Karolina Ksyt Pilica Tomaszów Mazowiecki                              | 8:16,15  | Kamila Danaj Pilica Tomaszów Mazowiecki                                      | 8:19,02  |
| wyścig drużynowy | AZS Zakopane Katarzyna Wójcicka, Luiza Złotkowska, Hanna Cudzich | 3:35,04  | WTŁ Stegny Warszawa Katarzyna Woźniak, Kinga Woźniak, Barbara Bielesz | 3:46,14  | Pilica Tomaszów Mazowiecki Karolina Ksyt, Kamila Danaj, Aleksandra Dębkowska | 3:48,44  |

## Mężczyźni
| Konkurencja:     | 1. miejsce                                                                    | Rezultat | 2. miejsce                                               | Rezultat | 3. miejsce                                                                     | Rezultat |
| 500 m'           | Maciej Ustynowicz Marymont Warszawa Artur Waś Marymont Warszawa               | 73,17    | -                                                        | -        | Konrad Niedźwiedzki AZS Zakopane                                               | 75,15    |
| 1000 m           | Konrad Niedźwiedzki AZS Zakopane                                              | 1:13,07  | Artur Waś Marymont Warszawa                              | 1:14,07  | Maciej Ustynowicz Marymont Warszawa                                            | 1:14,26  |
| 1500 m           | Konrad Niedźwiedzki AZS Zakopane                                              | 1:54,67  | Witold Mazur bez klubu                                   | 1:57,41  | Sławomir Chmura MKS MOS Milanówek                                              | 1:57,49  |
| 5000 m           | Witold Mazur bez klubu                                                        | 7:00,25  | Sławomir Chmura MKS MOS Milanówek                        | 7:01,21  | Konrad Niedźwiedzki AZS Zakopane                                               | 7:04,95  |
| 10 000 m         | Sławomir Chmura MKS MOS Milanówek                                             | 14:27,98 | Witold Mazur bez klubu                                   | 14:37,40 | Robert Kustra SKŁ Górnik Sanok                                                 | 14:57,24 |
| wyścig drużynowy | AZS Zakopane I Konrad Niedźwiedzki, Roman Krzeptowski, Sebastian Druszkiewicz | 4:11,36  | SKŁ Górnik Sanok Robert Kustra, Piotr Bluj, Maciej Biega | 4:21,58  | AZS Zakopane II Marcin Goszczyński, Dariusz Stanuch, Andrzej Gąsienica-Laskowy | 4:23,05  |